# 西郷寿員
西郷 寿員（さいごう ひさかず）は、江戸時代中期の大名、旗本（交代寄合）。安房東条藩の第3代藩主、下野上田藩主。

## 生涯
延宝元年（1673年）、肥前大村藩主・大村純長の五男として生まれる。貞享5年（1688年）7月29日、安房東条藩第2代藩主・西郷延員の婿養子となる。徳川綱吉の寵愛を受けて、元禄2年（1689年）5月18日に御小姓となる。12月7日に従五位下、越中守に叙任する。元禄3年（1690年）12月25日、養父の隠居により家督を継ぐ。元禄5年（1692年）2月7日、下野上田藩に移封され、元禄6年（1693年）11月13日に中奥小姓となるが、12月9日に先年に処罰された延員と同じく不行状、勤務怠慢などの罪を咎められて所領の半分を没収され、上田藩は廃藩となった。その後、西郷家は5000石の交代寄合となった。
元文3年（1738年）に隠居。寛保元年（1741年）に死去、享年69。跡を大田原清勝の子の忠英が養子となって継いだ。